# Perm-36

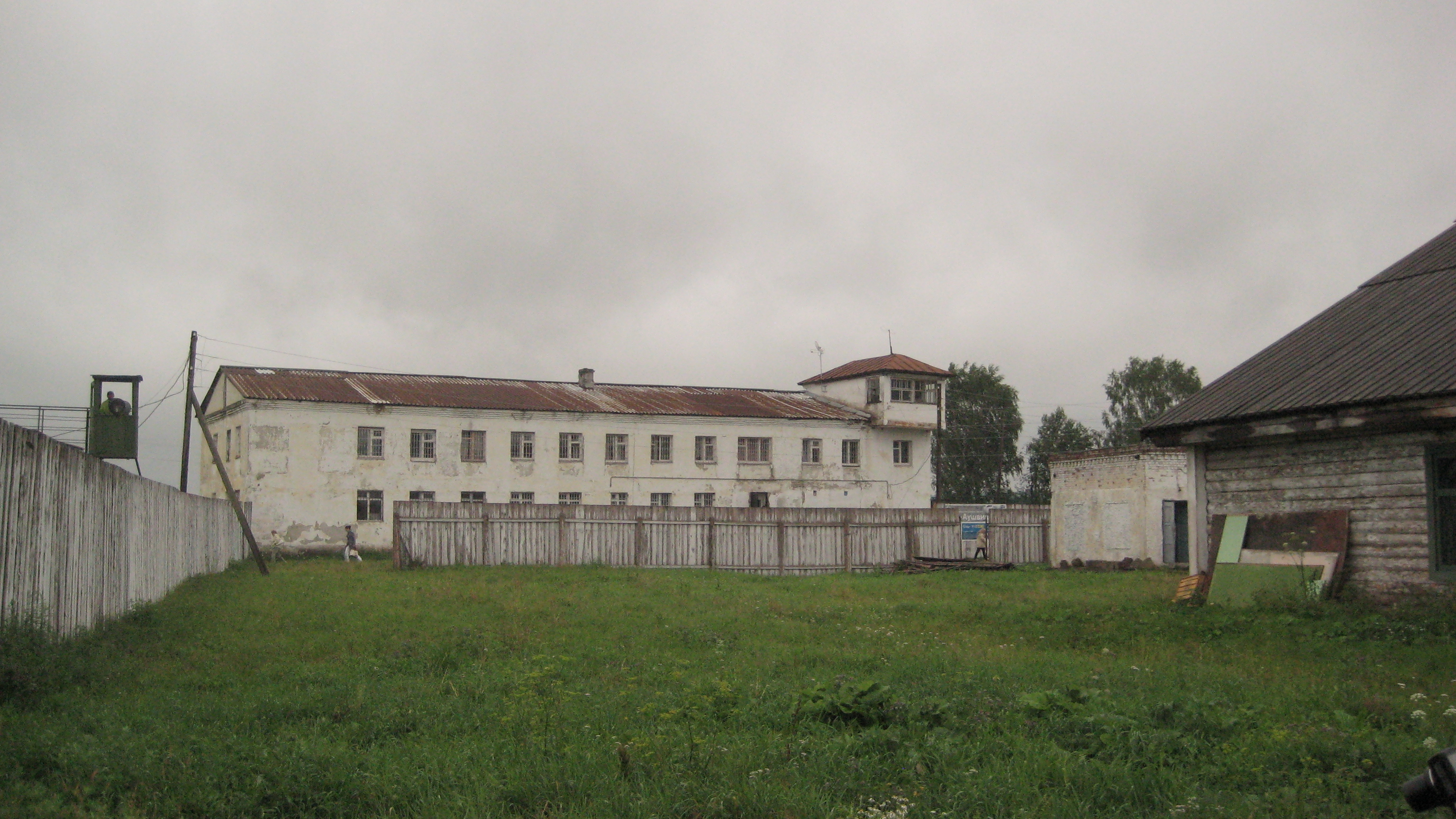
Edificio principal.

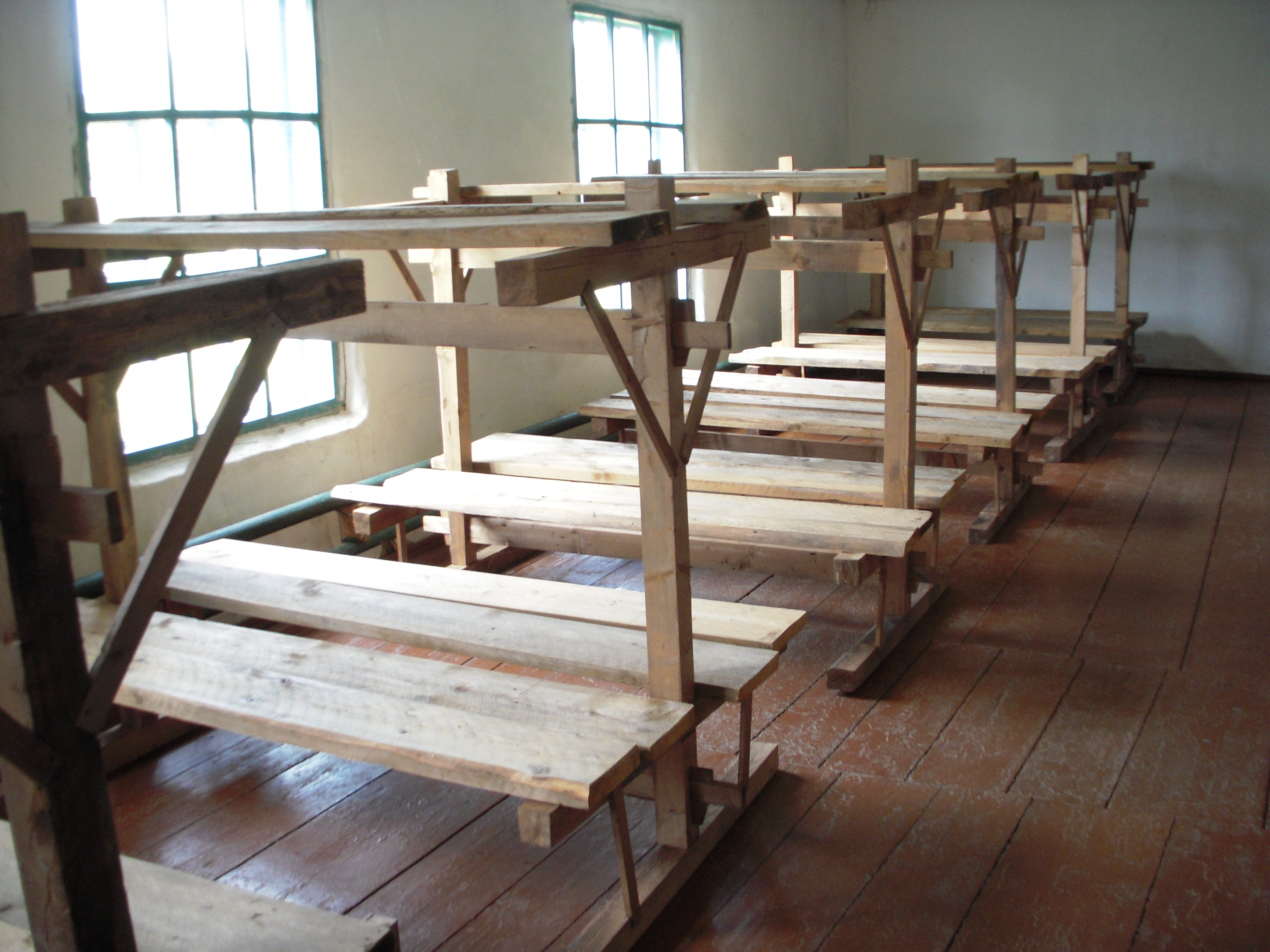
Reconstrucción de uno de los barracones de prisioneros.

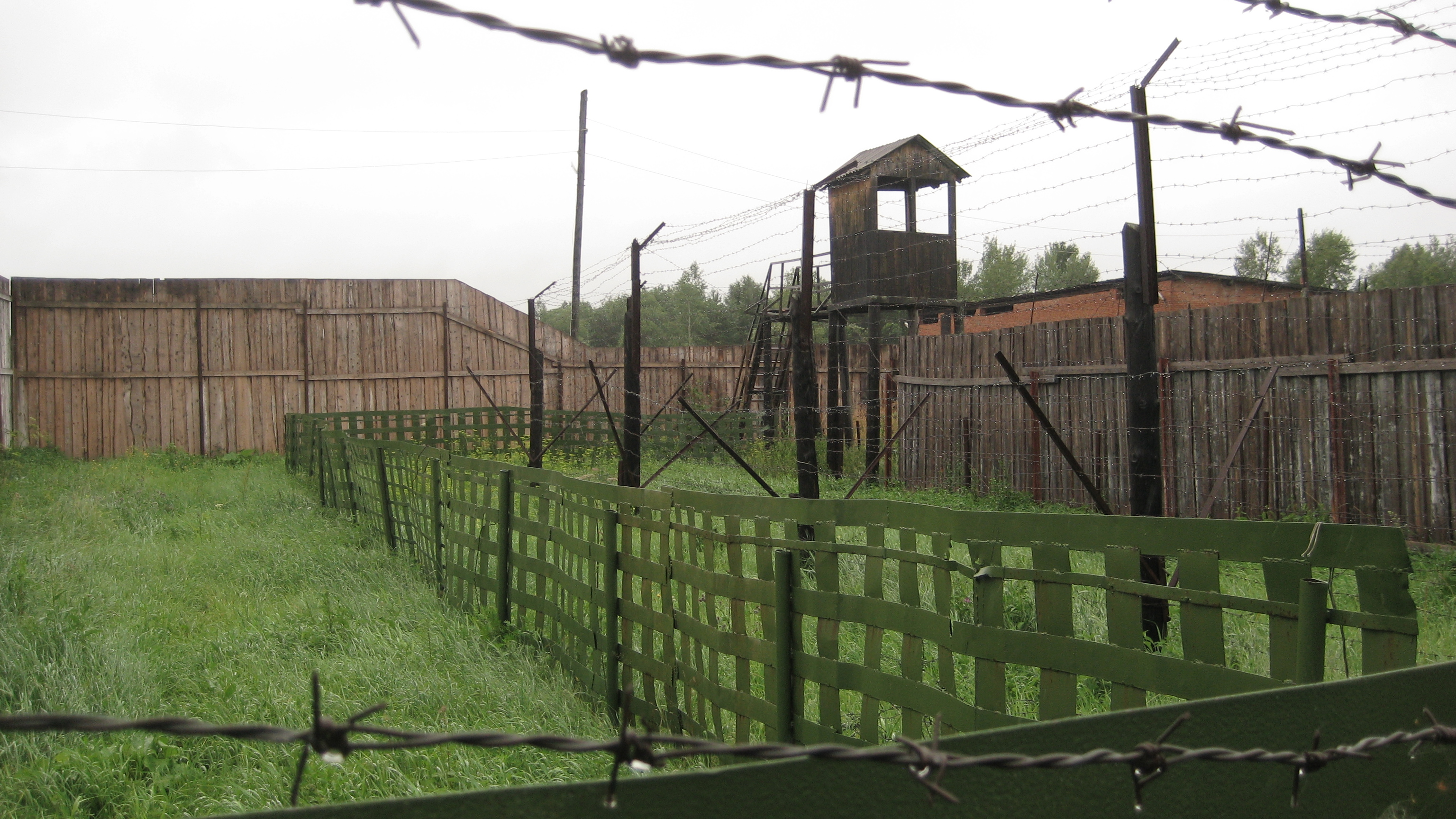
La valla en Perm-36.

Perm-36 (también conocido como ITK-6) fue una colonia penal soviética de trabajos forzados ubicada cerca del pueblo de Kuchino, a 100 kilómetros al noreste de la ciudad de Perm, en Rusia. Era parte un gran sistema de campos de prisioneros establecido por la antigua Unión Soviética durante la era de Stalin, conocido como el Gulag. Desde 1972 el campo fue designado como de «régimen estricto» y «régimen especial» [строгого режима, особого режима] utilizado exclusivamente para el encarcelamiento de «criminales de estado especialmente peligrosos», en su mayoría disidentes soviéticos.
Construido en 1946 y cerrado en diciembre de 1987, el campo fue preservado en 1994 por la organización histórica y de derechos humanos rusa Memorial. En 1995, al año siguiente, se abrió al público como «Museo de Historia de la Represión Política ‹Perm-36›», conocido popularmente como «Museo Gulag». Estaba dirigido por una ONG llamada Centro Conmemorativo de Represión Política Perm-36. Fue el único ejemplo superviviente de un campo de trabajo del Gulag, los otros fueron abandonados o demolidos por el gobierno soviético antes de la disolución de la Unión Soviética.
El museo fue miembro fundador de la Coalición Internacional de Sitios Históricos de Conciencia y recibe una media de 35000 visitantes al año. Había esperanzas de que el museo pudiera ser incorporado como Patrimonio de la Humanidad por la UNESCO. En 2004 el World Monuments Fund incluyó a Perm 36 en su lista de vigilancia de los 100 sitios más amenazados.
Posteriormente, varios organismos de la administración del krai de Perm retiraron el apoyo y la financiación, lo que obligó al museo a cerrar en abril de 2014.

## Perm-36 en el período soviético
Del folleto en inglés del Museo «Perm-36»:

El campo «Perm-36» funcionó durante más de 40 años. Fue fundado en 1943. En 1946 fue trasladado a su ubicación actual. Hasta 1953 sirvió como un campamento maderero típico que se encuentran en todo el país. Después de la muerte de Stalin, el campo se convirtió en la casa de los funcionarios de los órganos represivos acusados de «medidas represivas infundadas» bajo el régimen estalinista. En 1972 el campo se convirtió en el campo para presos políticos más duro del país y funcionó hasta su cierre en 1988. Incluía una instalación de «régimen especial», la única de su tipo en la URSS, para albergar a los presos políticos en celdas cerradas las veinticuatro horas. [Estos presos h]abían continuado su lucha contra el régimen y su ideología después de sus primeras penas de prisión y eran considerados «especialmente peligrosos» por el Estado. Todos ellos, por regla general, fueron condenados a 10 años [de prisión].

Los grupos e individuos en los campos de Perm fueron descritos en un informe de 1974 publicado por el periódico samizdat, Una crónica de los acontecimientos actuales. Después de una introducción a los campos y una descripción de algunos de los detenidos en Perm-35, el informe se centró en 95 prisioneros en Perm-36. Los enumeró en ocho grupos de arrestados y encarcelados por una variedad de delitos:
1. delitos de samizdat, protestas y peticiones, por ejemplo Semion Gluzman (7 años, más 3 años de exilio);
2. pertenecientes a «organizaciones antisoviéticas», por ejemplo Iván Kandiba;
3. sionistas, por ejemplo, algunos de los condenados a sentencias de 10 a 12 años por su participación en el Juicio de los secuestradores de 1970[8] y el «asunto del avión» de 1971 en Leningrado;
4. personas que intentan salir de la URSS;
5. nacionalistas ucranianos «y aquellos declarados como tales», por ejemplo Vasil Stus (5 años, más 3 años de exilio);
6. el movimiento nacional lituano, por ejemplo Juozas Jucis (12 años), y siete que cumplían 25 años;
7. criminales de guerra; y
8. los condenados por «delitos especialmente peligrosos contra el Estado», por ejemplo, el poeta georgiano Teimuraz Chanturishvili (12 años). El delito «disidente» más grave entre 1960 y 1987 fue la agitación antisoviética (artículo 70). Fue incluido en el Código Penal de la RSFSR posterior a Stalin (1960) entre los «Crímenes especialmente peligrosos contra el Estado», es decir, traición, contrabando, etc.[9]

Durante dos décadas y media, desde fines de la década de 1920 y hasta el día de la muerte de Stalin, GULAG [abreviatura oficial de «Administración Principal de Campos»] no solo fue una enorme agencia de campos que contenía miles de campos y millones de convictos, sino la forma de vida del país. GULAG era un elemento absolutamente necesario del sistema. Sin la mano de obra esclava barata del GULAG, el programa socialista de modernización de la economía del país hubiera sido imposible. Sin el miedo total ante los horrores de la represión y los campamentos, el régimen totalitario y la estricta disciplina y sujeción totalitaria para aquellos «en libertad» también hubiera sido imposible. Después de la muerte de Stalin, el número de campos en la URSS disminuyó, pero el sistema político comunista siguió siendo represivo hasta su colapso. En las décadas de 1960 y 1980, miles de disidentes fueron enviados a prisiones, campos políticos y hospitales psiquiátricos.

El Museo Conmemorativo «Perm-36» es el único campo conservado de la era GULAG en toda la antigua URSS. El museo presenta todos los períodos de la política represiva y la historia del sistema penitenciario de la URSS desde los primeros años del poder soviético y el GULAG, hasta el final de los campos políticos y los presos políticos en vísperas del colapso del sistema comunista. Las exposiciones, exhibiciones e interiores auténticos de campos se colocan en diferentes edificios y estructuras del campo, estos últimos fueron construidos y reconstruidos en 1946 a 1980. El museo encuentra, recopila y estudia diversos materiales sobre la historia de la represión política. Las exposiciones del museo se exhiben en diferentes regiones de Rusia y en el extranjero.

El Museo está ubicado cerca del pueblo de Kuchino, distrito de Chusovói, en la región de Perm.

## El foro «Pilorama»
Desde 2005 en adelante hubo un foro internacional anual en Perm-36, llamado «Pilorama» [‹El aserradero›, más precisamente «banco de sierra eléctrica»; en ruso: Пилорама (форум)]. Reunió a personajes famosos y organizó proyecciones de películas, exhibiciones y conciertos y atrajo a miles de personas, incluidos expresos y activistas de derechos humanos, incluido el Comisionado de Derechos Humanos de Rusia, Vladímir Lukin.
El «Aserradero» no era popular entre algunas personas. Fue criticado y atacado por exguardias de la prisión de Perm-36 y algunos de los movimientos sociales de enfoque estalinista. Argumentaron que los organizadores del foro exageraban deliberadamente la severidad de la detención «por propaganda antisoviética», mientras ignoraban, según decían, los registros de la prisión y las pruebas de los propios guardias.

## Intento de toma del poder
En otoño de 2013, una ONG autónoma que se hacía llamar «Museo Conmemorativo de la Historia de la Represión Política de Perm-36» recibió el estatus de ONG federal y el museo se incluyó en una lista de «Sitios Nacionales de Conmemoración» de Rusia. Al año siguiente se creó un museo financiado por el Estado con un nombre similar y gradualmente comenzó a hacerse cargo de la gestión del museo Perm-36.
Llegados a un período de nostalgia por la Unión Soviética en Rusia y de patriotismo debido a la crisis de Crimea, muchos vieron estos cambios como una campaña organizada contra el museo original «de la represión política». Los medios oficiales rusos y algunas organizaciones nacionalistas (por ejemplo, Sut' Vremeni) comenzaron a describir el museo establecido en 1995 como una quinta columna.
La ONG finalmente se disolvió después de repetidas discusiones con los funcionarios de Perm-36. El museo y sus exhibiciones fueron remodelados para eliminar las referencias a Stalin.

## Enlaces
- Sitio web oficial de Perm-36 (en ruso)
- Crónica de la actualidad, 1968-1982 .